# Quartier de la Folie-Méricourt
Das Quartier de la Folie-Méricourt ist das 41. der 80 Quartiers (Stadtviertel) von Paris im 11. Arrondissement.

Die Stadtviertel im 11. Arrondissement

## Lage
Der Verwaltungsbezirk im 11. Arrondissement von Paris wird von folgenden Straßen begrenzt:
- Südwesten: Boulevard du Temple
- Nordwesten: Rue du Faubourg du Temple
- Nordosten: Boulevard de Belleville
- Südosten: Rue Oberkampf

## Namensursprung
In dem Viertel stand das gern besuchte Theater Folie-Méricourt.

## Geschichte
Das Viertel erstreckt sich südlich des Faubourg du Temple und südwestlich des Hügels von Belleville bis zum Mäander des prähistorischen Arms der Seine, der den Raum zwischen dem heutigen Boulevard du Temple und der Rue de la Folie-Méricourt umfasst. Hier gab es ehemals eine Domäne des Tempelorden, wo im Mittelalter Gemüseanbau betrieben wurde und die «Sumpf des Tempels» (französisch mairais du Temple) hieß.
Diese Gegend an der Stadtmauer von Karl V. hat seinen ländlichen Charakter bis zum Ende des 18. Jahrhunderts behalten, obwohl schon 1670 an dieser Stelle der Boulevard du Temple und 1788 die Mauer der Generalpächter errichtet wurden, die dann 1860 dem Boulevard de Belleville weichen mussten.
Die Urbanisierung dieses Teils von Paris, der dem Zentrum am nächsten liegt, begann in den 1780er Jahren mit der Bebauung der Neustadt von Angoulême (französisch Nouvelle Ville d'Angoulême) auf den Gartenbaukulturen des Marais du Temple.
Das Viertel entwickelte sich vor allem ab 1830 mit der Inbetriebnahme des Canal Saint-Martin und der Ansiedlung von Handwerk und Industrie im angrenzenden Faubourg Saint-Antoine.
In den letzten Jahren hat sich der südwestliche Teil des Viertels verändert, insbesondere die Rue Oberkampf, die mit ihren vielen Restaurants, Cafés und Bars zu einem Ort des Vergnügens und des Nachtlebens geworden ist.

## Sehenswürdigkeiten
- Cirque d’Hiver
- Square Jules Ferry mit dem Canal Saint-Martin[4]